# Мост Лонгфелло
Мост Лонгфелло (англ. Longfellow Bridge) — мост через реку Чарльз, соединяющий центральную часть Бостона (столицы американского штата Массачусетс) с Кембриджем. Через него проходит автодорога  штата Массачусетс (четыре полосы, по две в каждую сторону), а также два железнодорожных пути, по которым курсируют поезда красной ветки Транспортного управления залива Массачусетс (МВТА, Red Line).
Неофициальное название этого моста связано со специфической формой башенок, находящихся у центральной части моста — «соль и перец» (англ. Salt-and-Pepper Bridge) или «солонка и перечница» (англ. Salt-and-Pepper-Shaker Bridge).

## История

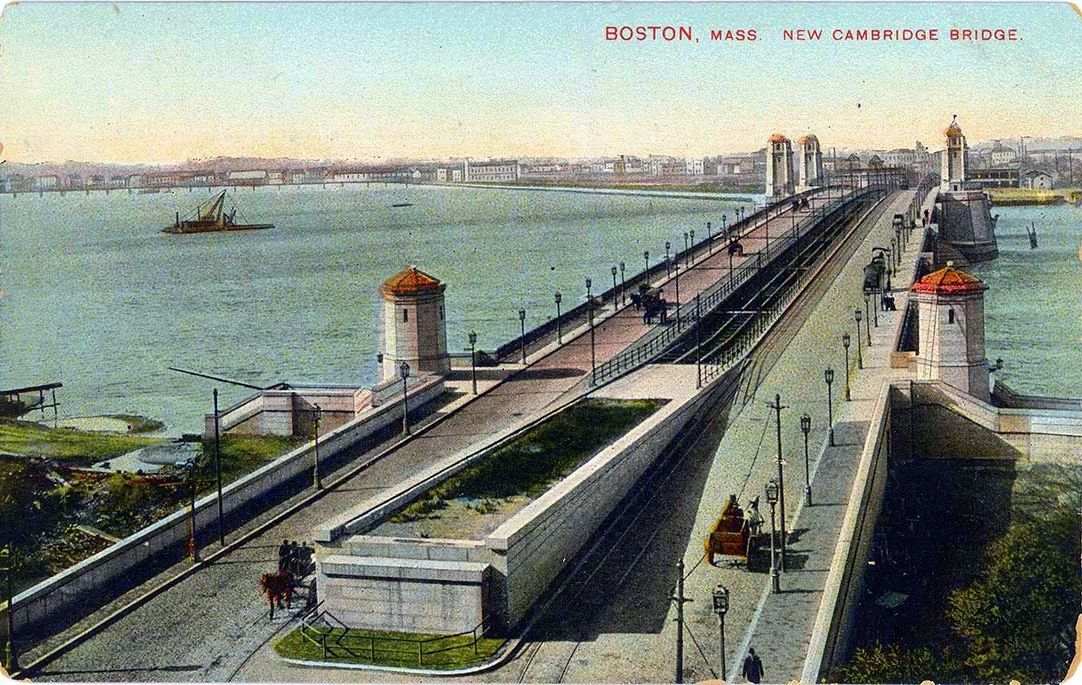
Новый Кембриджский мост (почтовая открытка, до 1912 г.)

С 1793 года на этом месте находился Западно-Бостонский мост (англ. The West Boston Bridge) через реку Чарльз, соединяющий Бостон и Кембридж. В 1898 году была создана комиссия, целью которой было подготовить создание нового Кембриджского моста. Хотя по правилам требовалось строить разводной мост, комиссии удалось добиться разрешения строить неразводящийся мост. Строительство началось в июле 1900 года, мост был открыт 3 августа 1906 года, а официальная церемония состоялась 31 июля 1907 года.
Сначала этот мост носил название «Кембриджский мост» (англ. Cambridge Bridge), а в 1927 году он был переименован в «мост Лонгфелло», в честь американского поэта Генри Уодсворта Лонгфелло, который написал стихотворение «Мост» (The Bridge), посвящённое предшественнику этого моста — Западно-Бостонскому мосту.
Мост был расширен в 1956 году и отремонтирован в 1959 году. Генеральная реконструкция моста Лонгфелло началась в 2010 году, и её первая фаза завершилась в январе 2012 года. С 2013 по 2016 год была проведена вторая, основная фаза генеральной реконструкции моста Лонгфелло.

## Конструкция

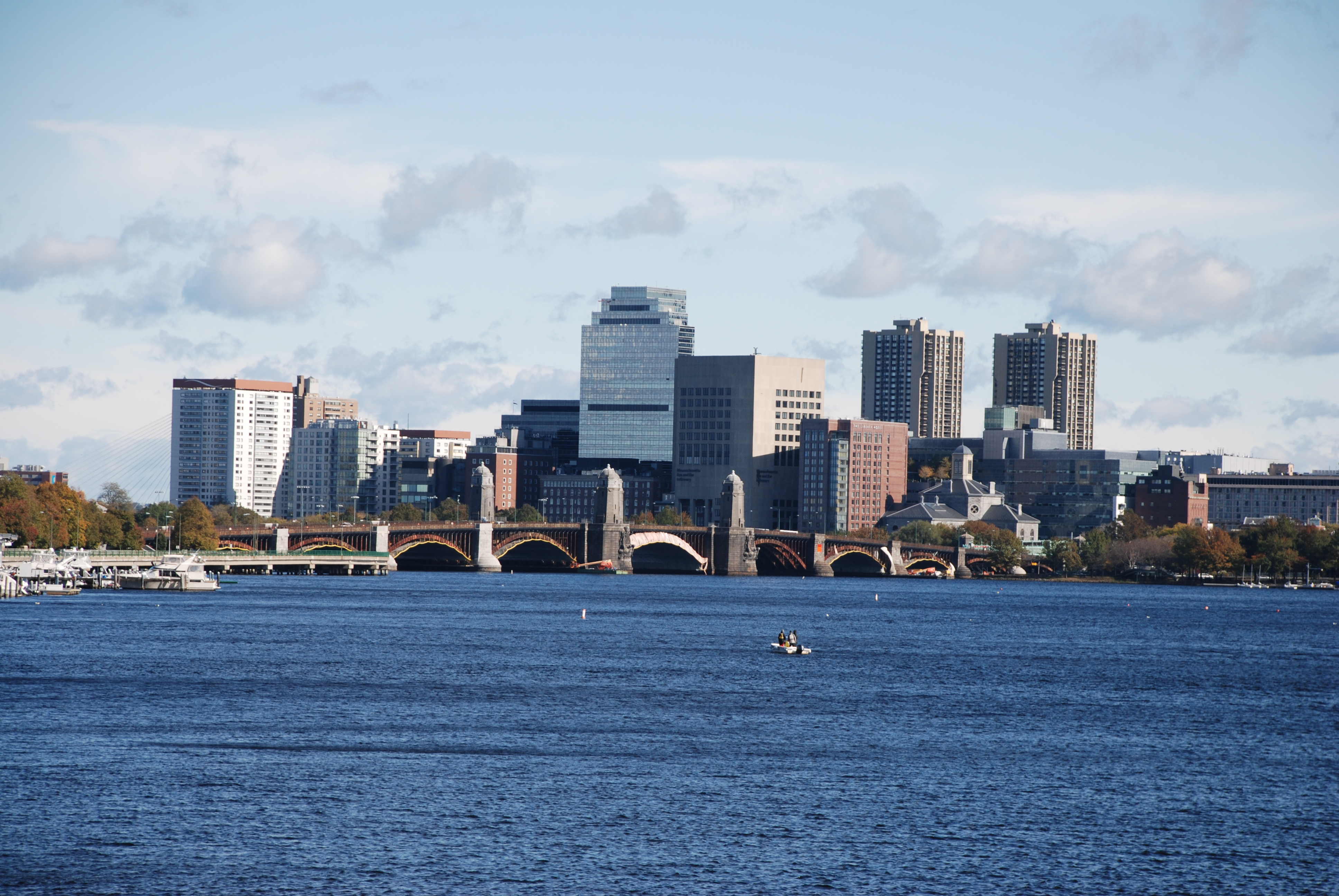
Мост Лонгфелло и здания Бостона

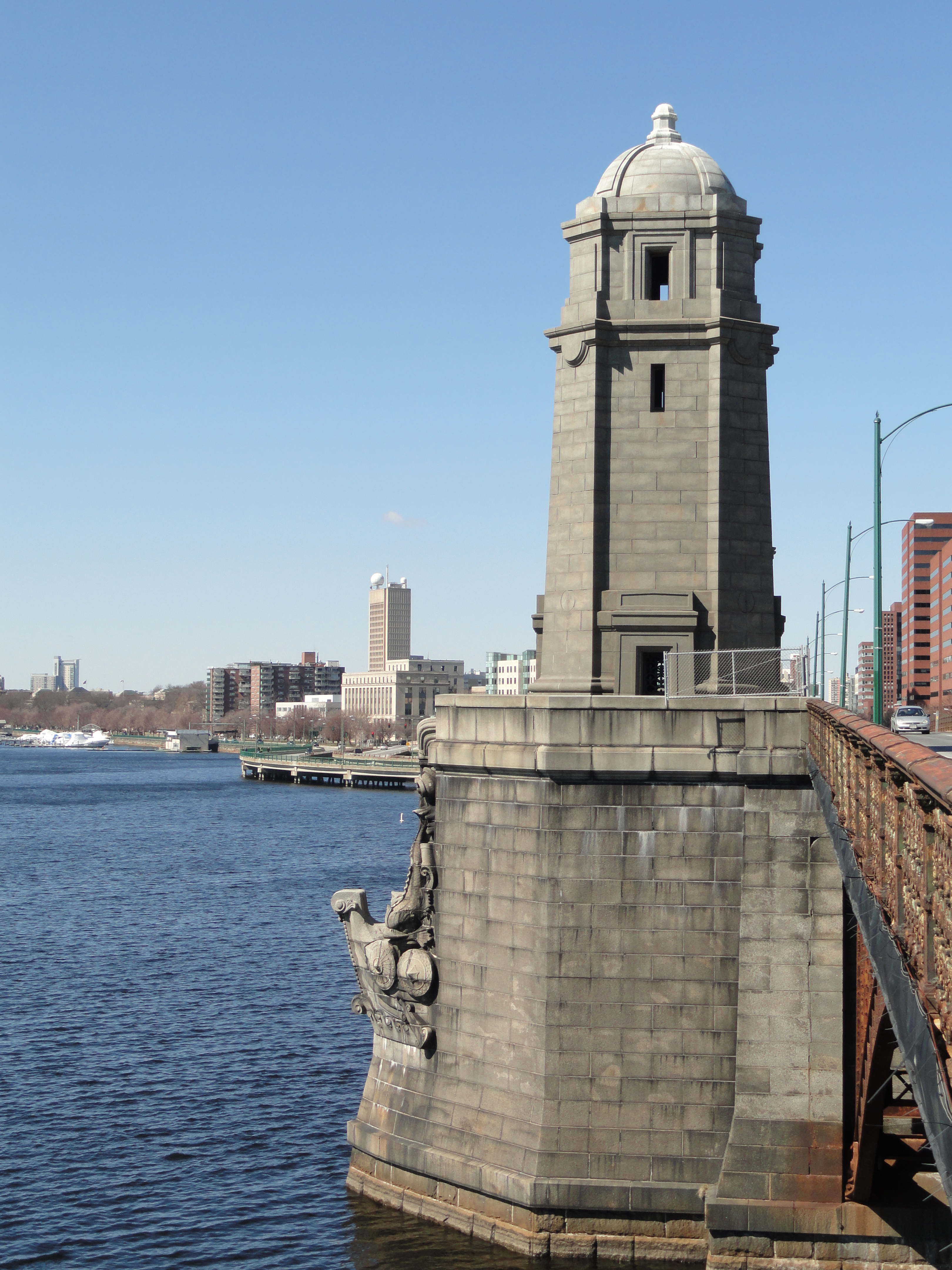
Одна из башенок в центральной части моста

Мост Лонгфелло — арочного типа. Он содержит 11 стальных арочных пролётов, которые поддерживаются 10 каменными опорами, а также двумя устоями по краям моста. Длина арочных пролётов варьируется от 57,5 м у середины моста до 30,9 м для самых крайних арок. Высота от поверхности воды («клиренс») — от 8,1 м у середины моста до 2,6 м для самых крайних опор.
Самый высокий пролёт моста — центральный — окружён четырьмя башенками, установленными на выступающих краях центральных опор (длина каждой из которых — 57,3 м, а ширина — 16,3 м). Края центральных опор под башенками украшены резными фигурами из гранита. Внутри центральных башенок есть лестницы. Именно за форму этих башенок мост Лонгфелло получил неофициальное название «солонка и перечница».